# Имшенецкий, Николай Иванович
Николай Иванович Имшенецкий (19 июля 1918, Витебская губерния, Республика Польша — 6 мая 2005 года, Бишкек, Кыргызстан) — советский, затем киргизский поэт, прозаик и драматург, член Союза журналистов и Союза писателей СССР (с 1957 года). Заслуженный деятель культуры Кыргызской Республики, лауреат международной литературной премии Ассоциации клуба Айтматова.

## Биография
Родился в Витебской губернии Республики Польша (ныне находится в Беларуси) в семье портного. Когда Николаю было полгода, семья Имшенецких переселилась в село Новая Шульба Семипалатинской области Казахстана. В 1926 году Имшенецкие переехали в село Беловодское Киргизсой ССР. Окончив среднюю школу в 1936 году, поступил в Киргизский государственный педагогический институт, который окончил экстерном в 1939 году. После выпуска был направлен учителем русского языка и литературы в школу Кызыл-Кия. В ноябре того же года он был призван в армию — служил в Военно-морском флоте СССР в Балте (Молдавская АССР), позже был перенаправлен в Севастополь.
В Севастополе Николай Иванович получил в оружейной школе звание старшины первой статьи и был направлен на Карельский фронт Советско-финляндской войны, где также был обучен сапёрству. В 1941 году Имшенецкий, в составе 9-й мотострелковой бригады, был направлен на Ханко. Его очерки, а также стихи Михаила Дудина размещали в газете «Красный Гангут». В октябре 1941 года стал соавтором ответа защитников Ханко барону Маннергейму.
В декабре 1941 года стал сотрудником газеты «Огненный щит» Кронштадтской военно-морской базы в Ленинграде, вскоре был направлен на семимесячную учёбу в Высшую школу контрразведки, после окончания которой получил звание старшего лейтенанта государственной безопасности. В этом звании Николай Имшенецкий был определён в 1-ю гвардейскую артиллерийскую дивизию прорыва резерва Верховного Главнокомандования. За время участия в отряде 1-й Глуховской дивизии, Имшенецкий был во Франции, Польше и других странах Европы, четырежды ранен.
В 1948 году, после окончания Великой Отечественной войны, Николаю Ивановичу отказали в демобилизации из органов контрразведки. Вместо этого ему предложили печататься в газете «Труд» — там же вышли его первые очерки о моряках. В декабре 1948 года Имшенецкий уволился из органов контрразведки и вернулся в Киргизскую ССР.
Был женат на Валентине Петровне. Скончался 6 мая 2005 года.

## Творчество
По возвращении в Советский Кыргызстан, Николай Имшенецкий стал вести работу по написанию автобиографичной и документальной трилогии «Контрразведчики», которая вышла в 1980 году. Работу над трилогией совмещал с написанием стихотворений о советских моряках, которые увидели свет в сборнике «От всей души» (1950), выпущенный Киргизским государственным издательством. После выхода дебютного сборника, Николай Иванович знакомился с животноводством Республики — несколько лет подряд он выезжал на пастбища в горах. Итогом работы стала его поэма «Сусамыр» (1954). негативно встреченная критиками и общественностью Киргизской ССР. В 1959 году поэма, с помощью самого автора, З. Арунгазиевой и А. Машистова, стала мотивом для либретто оперы «Мурат» Льва Книппера.
Лейтмотив содержания либретто — столкновение «отживших» и «новых» порядков в сознании животноводов Советского Кыргызстана. Поставленная на сцене Кыргызского театра оперы и балета опера вскоре была снята с репертуара: как отметил В. В. Янковский причиной этому стали неправдоподобность характеров, быта и психология действий героев, повлёкшее «неубедительное решение музыкальной концепции».

## Награды и звания
- Орден Отечественной войны I степени[5];
- Орден Красной Звезды[5].
- Медаль «За оборону Советского Заполярья»[6];
- Медаль «За освобождение Праги»[6];
- Медаль «За победу над Германией в Великой Отечественной войне 1941—1945 гг.»[6];
- Медаль «За взятие Берлина»[6];
- Медаль «За оборону Ленинграда»[6];
- Заслуженный деятель культуры Кыргызской Республики (3 мая 2000)[7];
- Почётная грамота Президиума Верховного Совета Киргизской ССР[8];
- Международная литературная премия Ассоциации клуба Айтматова[9].